# Circotettix rabula
Circotettix rabula är en insektsart som beskrevs av Rehn, J.A.G. och Morgan Hebard 1906. Circotettix rabula ingår i släktet Circotettix och familjen gräshoppor. Inga underarter finns listade i Catalogue of Life.